# Osunięcie ziemi w Mjanmie
Osunięcie ziemi w Mjanmie – katastrofa, do której doszło 21 listopada 2015 na północy Mjanmy, w stanie Kaczin. Masy ziemi osunęły się we wczesnych godzinach porannych ze zbocza góry na chaty, w których spali robotnicy pracujący w pobliskich kopalniach jadeitu na obszarze Hpakant. 
W wyniku osunięcia ziemi śmierć poniosło co najmniej 105 osób, a około 100 uznaje się za zaginione.